# 青いダリア
青いダリア（フランス語: Le Dahlia bleu）は、マリウス・プティパ台本・振付、チェーザレ・プーニ作曲による2幕のバレエ作品である。1860年5月12日（ユリウス暦 4月30日）にロシア帝室バレエにより、サンクトペテルブルクの帝室ボリショイ・カーメンヌイ劇場で初演された。タイトルロールをプティパの妻マリア・スロフシュチコヴァ＝プティパが演じ、ティモフェイ・ストゥコルキンがボーソレイユを演じた。
プティパは1875年に娘マリー・プティパのデビューにあたり、第一幕を改訂した。

## 蘇演
パーヴェル・ゲルトによりロシア帝室バレエで蘇演され、1905年3月5-18日にサンクトペテルブルクの帝室マリインスキー劇場でタイトルロールにリュボフ・エゴロヴァ、ボーソレイユにゲルトを配して上演された。プティパはこの蘇演が気に入らず、自身の名をプログラムから消すように申し入れている。